# Lessertia harveyana
Lessertia harveyana är en ärtväxtart som beskrevs av Harriet Margaret Louisa Bolus. Lessertia harveyana ingår i släktet Lessertia och familjen ärtväxter. Inga underarter finns listade i Catalogue of Life.